# チャド・ゲーブル
チャド・ゲーブル（Chad Gable、1986年3月8日 - ）は、アメリカ合衆国のプロレスラー。ミネソタ州ミネアポリス出身。WWE所属。本名はチャールズ・エドワード・ベッツ（Charles Edward Betts）。

## 来歴

### レスリング時代
学生時代、レスリンググレコローマンスタイル84kg級で活動。セントマイケル・アルバートビル高校在籍時、2004年にミネソタ州王者になる。2005年7月5日、リトアニア・ヴィリニュスにて行われた世界選手権に出場。北ミシガン大学進学後、USオリンピック教育センターが運営するミネソタストームレスリングクラブで活動。2006年6月15日、モンゴル・ウランバートルにて行われた世界大学選手権に出場。2位に入賞する。8月29日、グアテマラ・グアテマラシティにて行われた世界選手権に出場。
2008年2月29日、コロラド州コロラドスプリングスにて行われたパンアメリカン選手権に出場。2位に入賞。
2009年2月5日、コロラド州コロラドスプリングスにて行われたデーブ・シュルツ記念国際大会に出場。2位に入賞。9月25日、デンマーク・ヘアニングにて行われた世界選手権に出場。
2010年2月3日、コロラド州コロラドスプリングスにて行われたデーブ・シュルツ記念国際大会に出場。3位に入賞。10月22日、アリゾナ州テンピにて行われたサンキスト・キッズ国際大会に出場。2位に入賞。11月6日、ニューヨーク州ニューヨークにて行われたニューヨーク・アスレティッククラブ国際大会に出場。2位に入賞。
2011年1月14日、ロシア・チュメニにて行われたイバン・ポデュブニー国際大会に出場。3位に入賞。2月24日、ブルガリア・ブルガスにて行われたダン・コロフ & ニコラ・ペトロフ国際大会に出場。3位に入賞。8月5日、ルーマニア・トゥルゴヴィシュテにて行われたイオン・コルネアヌ国際大会に出場。3位に入賞。11月11日、ニューヨーク州ニューヨークにて行われたニューヨーク・アスレティッククラブ国際大会に出場。3位に入賞。
2012年2月2日、コロラド州コロラドスプリングスにて行われたデーブ・シュルツ記念国際大会に出場。優勝を飾る。同月12日、キューバ・ハバナにて行われたグランマカップに出場。3位に入賞。同月24日、コロラド州コロラドスプリングスにて行われたパンアメリカン選手権に出場。優勝を飾る。
3月23日、フロリダ州キシミーにて行われたロンドンオリンピック選考会に出場。準優勝を果たし、ロンドンオリンピックへの出場を決める。8月5日、ロンドンオリンピック本戦では9位という結果に終わった。

### WWE

#### NXT
2013年11月、アメリカのメジャープロレス団体であるWWEと契約を交わし入団。トレーニング施設であるWWEパフォーマンスセンターでプロレスの基礎を学ぶ。
2014年9月5日、傘下団体であるNXTのNXT Liveにてチャド・ゲーブルのリングネームでプロレスラーデビューを果たす。トロイ・マクレインと対戦。プロレスラーとしてのキャリア初勝利を飾った。11月8日、レスリング経験のあるソーヤー・フルトン & アンジェロ・ドーキンスと組んで三者統一したレスリングシングレットを着用して出場。ヒューゴ・ノックス & イライアス・サムソン & スティーブ・カトラーと対戦。勝利した。同月、フルトン、ドーキンスとシュート・ネイション（The Shoot Nation）なるレスリング出身者によるユニットを結成。リーダー格となり同月21日、ジェイソン・ジョーダン、タッカー・ナイトを加えて規模を拡大。
2015年1月8日、NXTにて初登場。タイラー・ブリーズと対戦。最後にビューティーショットを決められ敗戦した。5月14日、シュート・ネイションは解散となる。同月28日、ジェイソン・ジョーダンがバックステージにてインタビューでパートナー探しをしていると答えているところに登場。自分はオリンピアンである事をアピールするが相手にされなかった。パートナーを変えるごとに敗戦を続けるジョーダンに対して繰り返しアピールを続けると遂にジョーダンは折れ、タッグを組む事になる。7月15日、イライアス・サムソン & スティーブ・カトラーと対戦。合体技で勝利した事で実力を認めさせる事になった。
2016年1月、ジョーダンとのタッグネームをアメリカン・アルファ（American Alpha）と名付ける。同月27日、ブレイク・アレクサ・マーフィー・ファクター（ブレイク & マーフィー）と対戦。左脚を徹底的に狙われた攻撃を受け、長時間捕まってしまうがジョーダンとタッチを成立するとジョーダンがスープレックス技を連発して流れを変え、最後にマーフィーにグランド・アンプリテュードを決めて勝利。4月1日、NXT Takeover DallasにてNXTタッグ王座を保持するザ・リバイバル（ダッシュ・ワイルダー & スコット・ドーソン）に挑戦。終盤にドーソンと丸め合いとなるが息を吹き返してリングに戻ったジョーダンが隙を突いてタッチに成功するとスピアーからグランド・アンプリテュードを決めて勝利。ベルトを奪取した。6月8日、NXT Takeover The Endにてザ・リバイバルとリベンジマッチを行う。序盤より流れを掴むと中盤にはジョーダンと共に両者にアンクルロックを決めるが、レフェリーの隙を突いて脱出される。そして自身が捕獲されると甚振られるがジョーダンにタッチして再び流れを取り戻そうとしたところ、最後にジョーダンがシャッター・マシーンを決められ敗戦。試合後にはオーサーズ・オブ・ペイン（ギジム・セルマーニ & サニー・ディンサ）により襲撃を受けた。

#### WWE
2016年7月19日、WWE・SmackDown Liveにてドラフトが行われ、5巡目でアメリカン・アルファとしてSmackDown Liveに指名された。8月2日、WWEデビュー戦でボードビレインズ（エイデン・イングリッシュ & サイモン・ゴッチ）と対戦。最後にジョーダンがイングリッシュにスピアーを決めるとグランド・アンプリテュードへと繋げて勝利した。12月27日、SmackDown Liveにてフェイタル4wayイリミネーションマッチ形式によるWWEスマックダウンタッグ王座戦に出場。中盤にウーソズのジェイ・ウーソとのフォール合戦を制すると王者チームであるワイアット・ファミリー（ランディ・オートン & ルーク・ハーパー）と決着戦を行う。終盤にジョーダンがロープ際でオートンよりパントキックからRKOを喰らい窮地に陥るがポストに登りオートンを誘導するとオートンが場外よりアシストしようとしたハーパーを叩き落としたのをきっかけに形成逆転。最後にグランド・アンプリテュードを決めて勝利。ベルトを奪取した。
2017年7月17日、ジョーダンがRAWにてカート・アングルの息子というギミックになった事により移籍が発表され、アメリカン・アルファは自然的に解消という形になる。8月22日、SmackDown Liveにてバックステージでダニエル・ブライアンとのセグメントにおいて、突然ジョーダンを失った事により困っていた事を伝えると、ブライアンからこの事態の収拾として新たなパートナーにカート・アングルの友人であるシェルトン・ベンジャミンを呼び入れる。このサプライズに自身は喜び、ベンジャミンとのタッグを結成する事になった。同月29日、ベンジャミンと組んでジ・アセンション（コナー & ビクター）と対戦。中盤に捕まり苦戦するがベンジャミンとタッチが成立すると流れが変わり、最後はベンジャミンがビクターにペイ・ダートを決めて勝利した。
2018年4月23日、SmackDown LiveからRAWに移籍した事によりベンジャミンとのタッグを解消。ジンダー・マハルと対戦。序盤より攻め続けられ劣勢になり、終盤にカラスを仕掛けられようとしたところにコーナーへと走りターンバックルを蹴った反動でフォールを奪い勝利した。12月10日、RAWにてボビー・ルードと組んでWWE・ロウ・タッグ王座を保持するAOP（アカム & レーザー & ドレイク・マーベリック）にハンディキャップマッチで挑戦。終盤にレーザーとアカムの合体技を喰らい窮地に陥る。レーザーとタッチしたマーベリックにルードがフォールされたところを切り返して丸め込むと3カウントを奪い勝利。ベルトを奪取した。
2020年オーティスとアルファ・アカデミーを結成。戸澤陽等も加わり陽気なユニットとして活躍していた。2024年のレッスルマニア40でサミ・ゼインを鍛える鬼コーチとしてインターコンチネンタル王座獲得をサポート。翌日のRAWで王座挑戦に失敗するとサミを襲撃しヒールターン。負けるとアカデミーに八つ当たりをするパワハラコーチに変貌しオーティスらをいじめていたが遂に仲間割れを起こしアカデミーを追放され、ワイアットファミリーのリメイク、ワイアット・シックスの襲撃を受けその影におびえるよう様になる。そのボディーガード役として雇ったクリードブラザーズ、アイビーナイルとレスリングエリート達による新ユニット「American made」を結成。

##### エル・グランデ・アメリカーノ
2025年3月3日にルチャ・リブレを習得、翌10日RAWのLWO対ニュー・デイの試合中、謎のマスクマンが登場。試合を見たチャドによると「エル・グランデ・アメリカーノ」というかつてメキシコの英雄だったレスラーだという。初登場でハリヘーン・ラナ、フライングクロスチョップを披露し一方では高角度ジャーマンスープレックスを見舞うなど器用な所を見せ、デビューからわずか4戦でレッスルマニア41に出場した。また、彼の紹介PVには生成AIを使い、『アメリカ湾出身』をなのり国際問題となった。

## 得意技

### フィニッシュ・ホールド
アンクルロック
相手の足首を捻りあげるアンクルロック。
相手をうつ伏せに倒してからもしくは相手が既に、うつ伏せの状態の時、相手の足首を両腕で胸に抱え込むように取り、相手の膝裏に自らの両腕で引っ張り込みながら、相手の足首を肩口付近に押し付けて自身の体重を乗せるように押し込み足首を捻りあげる技。スタンディング式、グラウンド式の両方も使用する。
カオスセオリー
フィニッシャー。相手の背後から組みつき、後方へ一回転してジャーマンスープレックスを決める。

### その他得意技
エルボー
エルボー・スタンプ
バックエルボー
バックハンド・チョップ
クローズライン
ドロップキック
延髄斬り
スープレックス
スーパープレックス
ジャーマン・スープレックス
タイガー・スープレックス
アルファ・プレックス
オーバーヘッド・ベリー・トゥー・ベリー
クロスアーム・ブリーカー
エクスプロイダー
ボー・アンド・アロー・ホールド
ムーンサルトプレス

### 合体技
ネックブリーカー・パワーボム
シェルトン・ベンジャミンとの合体技。ベンジャミンがパワーボムの体制で相手を抱え、自身がトップコーナーからダイビング・ブロックバスターを決める技
スカイハイ・ブルドッギング・ヘッドロック
ジェイソン・ジョーダンとの合体技。ジョーダンが相手に肩車の要領で抱え、自身がトップロープからダイビング・ブルドッギング・ヘッドロックを決める。
グランド・アンプリテュード
ジェイソン・ジョーダンとの合体技。ジョーダンがベリー・トゥー・ベリーの体勢で相手を宙へ投げると自身がジャンプして側面から相手を抱えてバックドロップを決める。

## 獲得タイトル

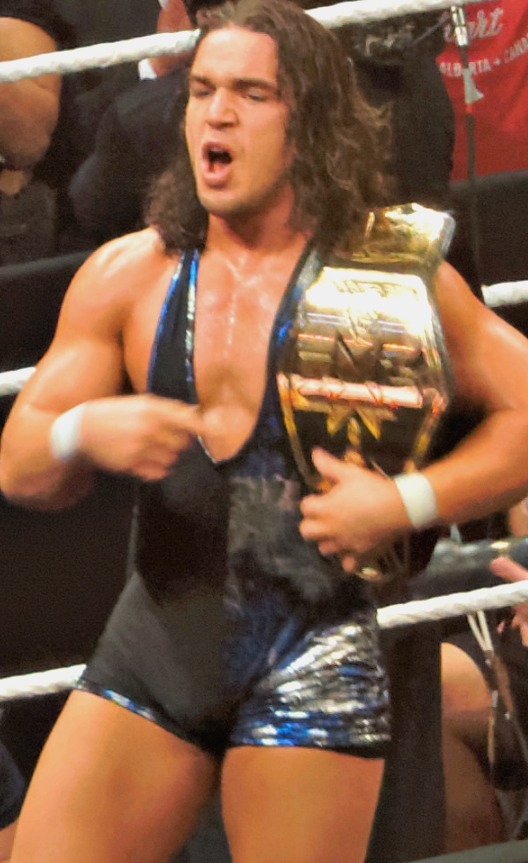
NXTタッグ王座

WWE
- WWEロウタッグ王座 : 2回

w / ボビー・ルード
w / オーティス
- WWEスマックダウンタッグ王座 : 1回

w / ジェイソン・ジョーダン
- WWE・スピード王座 : 1回

グランデ・アメリカーノ名義
- NXTタッグ王座 : 1回

w / ジェイソン・ジョーダン

## 入場曲
- Elite
- Set It Off
- My Way
- For The Academy - 現在使用

## レスリングの表彰
84kg級
- 2008年 - パンアメリカン選手権 : 2位
- 2009年 - デーブ・シュルツ記念国際大会 : 2位
- 2010年 - デーブ・シュルツ記念国際大会 : 3位
- 2010年 - サンキスト・キッズ国際大会 : 2位
- 2010年 - ニューヨーク・アスレティッククラブ国際大会 : 2位
- 2011年 - イバン・ポデュブニー国際大会 : 3位
- 2011年 - ダン・コロフ & ニコラ・ペトロフ国際大会 : 3位
- 2011年 - イオン・コルネアヌ国際大会 : 3位
- 2011年 - ニューヨーク・アスレティッククラブ国際大会 : 3位
- 2012年 - デーブ・シュルツ記念国際大会 : 優勝
- 2012年 - グランマカップ : 3位
- 2012年 - パンアメリカン選手権 : 優勝
- 2012年 - ルボミール・イワノビッチ国際大会 : 2位